# 이기방
이기방(李基枋, 일본식 이름: 마쓰무라 모토히로(松村基弘), 1888년 음력 7월 16일 ~ ?)은 일제강점기의 관료이다.

## 생애
출신지가 평안북도 태천군과 전라북도 두 가지로 기록되어 있다. 대한제국 말엽인 1908년에 주사직으로 관계에 입문하여 한일 병합 조약 이후에도 조선총독부 지방행정 관리로 근무했다.
1910년에 전라북도 장곤관방 서기에 임명되었고, 1912년에는 전라북도 부안군 서기를, 1914년에는 고창군 서기를, 1918년에는 정읍군 서기를, 1919년과 1920년에 무주군 서기를,
1921년에 총독부 군수로 승진하여 전라북도의 진안군, 임실군, 김제군에서 군수로 근무했다. 1928년에는 도 이사관이 되어 평안북도와 경기도 산업부장을 역임했다.
1933년에 경기도 개성부 부윤으로 발령받았다. 개성부윤을 맡고 있던 1935년에 총독부가 편찬한 《조선공로자명감》에 조선인 공로자 353명 중 한 명으로 수록되어 있다. 1935년을 기준으로 정6위 훈5등에 서위되어 있었다.
이후 황해도와 함경북도 참여관을 거쳐 충청남도 지사를 역임했다. 중일 전쟁 발발 후 국민총력조선연맹과 같은 전쟁 지원 단체에 가담한 일이 있고, 1941년에는 재단법인 조선경찰협회 충청남도지부후원회 이사와 재단법인 부여사적현창회 이사, 재단법인 대전자강회 이사, 재단법인 공주사적현창회 이사, 부여신궁조영위원회 위원 등을 겸임했다. 1942년에는 충남지사로 재직하면서 《동양지광》의 싱가폴 함락 특집 기사에 필진으로 참여해 축하 메시지를 실었다.
일제 패망 후 1949년까지 생존해 있어 반민족행위처벌법이 발효되었을 때 체포 또는 소환된 총독부 도지사 20명 중의 한 사람이였으며, 기소유예 처분을 받았다. 그러나 반민특위 활동이 무산되면서 처벌은 받지 않았다.
2002년 발표된 친일파 708인 명단 중 도지사, 도 참여관, 총독부 사무관의 세 부문에 선정되었고, 2008년 공개된 민족문제연구소의 친일인명사전 수록예정자 명단에서는 관료 부문에 포함되었다. 2009년 친일반민족행위진상규명위원회가 발표한 친일반민족행위 705인 명단에도 포함되었다.

## 참고자료
- 이기방(李基枋) - 국사편찬위원회
- 친일인명사전편찬위원회 (2009). 《친일인명사전》. 786쪽.